# Babyen fra Rjasan
Babyen fra Rjasan (russisk: Бабы рязанские, i Norge vist som Syndens landsby) er en sovjetisk stumfilm fra 1927 af instrueret af Olga Preobrasjenskaja og med med-instruktion af Ivan Pravov.
Filmen handler om de to kvinder fra Rjasan, Anna og hendes livlige og energiske søster, der åbent gør oprør mod den traditionelle levevis. Filmen tager sin begyndelse i 1914 kort inden udbruddet af første verdenskrig.
Filmen opnåede betydelig succes i USSR og i udlandet.

## Medvirkende
- Kuzma Jastrebitskij som Vasilij Sjironin
- Emma Tsesarskaja som Vasilisa
- Georgij Bobynin som Ivan
- Olga Narbekova som Matvejena
- Raisa Puzjnaja som Anna